# Автомобільний туризм

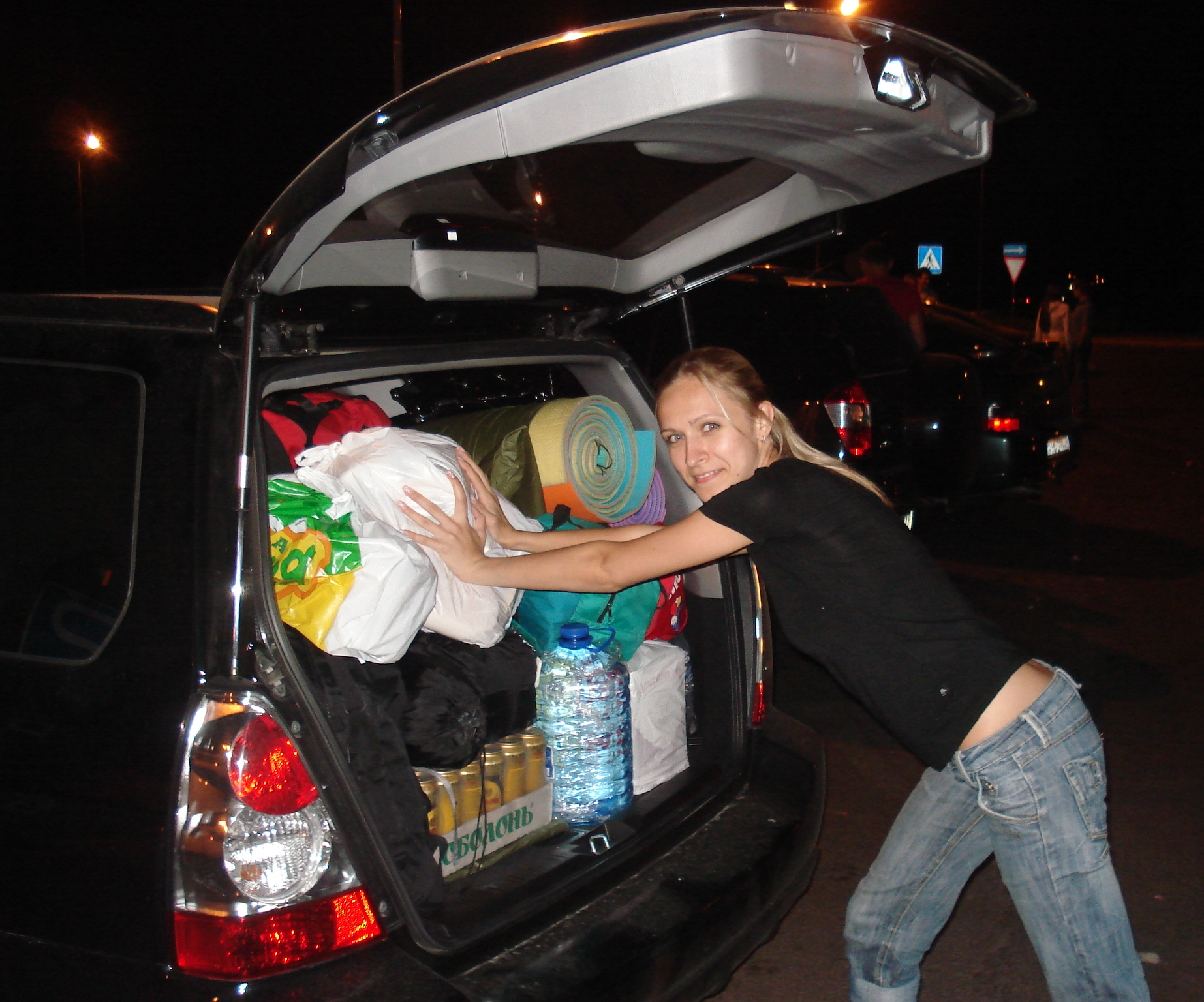
Автотуристи готуються до подорожі

Автомобільний туризм (автомототуризм, мототуризм, туризм на власному автомобілі, караванінг-туризм, автобусний туризм, автосафарі-туризм) — подорожі туристів до країн або місцевостей, що відмінні від їхнього постійного місця проживання в яких основним засобом пересування виступає приватний, транспорт від фірми або орендований автомототранспорт.

## Історія
Перші подорожі на особистому автотранспорті стали відбуватися в міру розвитку автомобільної промисловості на початку XX століття, але найбільшу популярність цей вид туризму набув у післявоєнний час. У цей період автомобільні компанії стали активно випускати нові моделі особистого транспорту, а країни — будувати протяжні автостради. Найдинамічніше розвивався автотуризм в США, де в середині XX століття у зв'язку зі стрімким зростанням добробуту громадян і налагодженим автомобілебудуванням подорожі на особистому транспорті набули масового характеру.

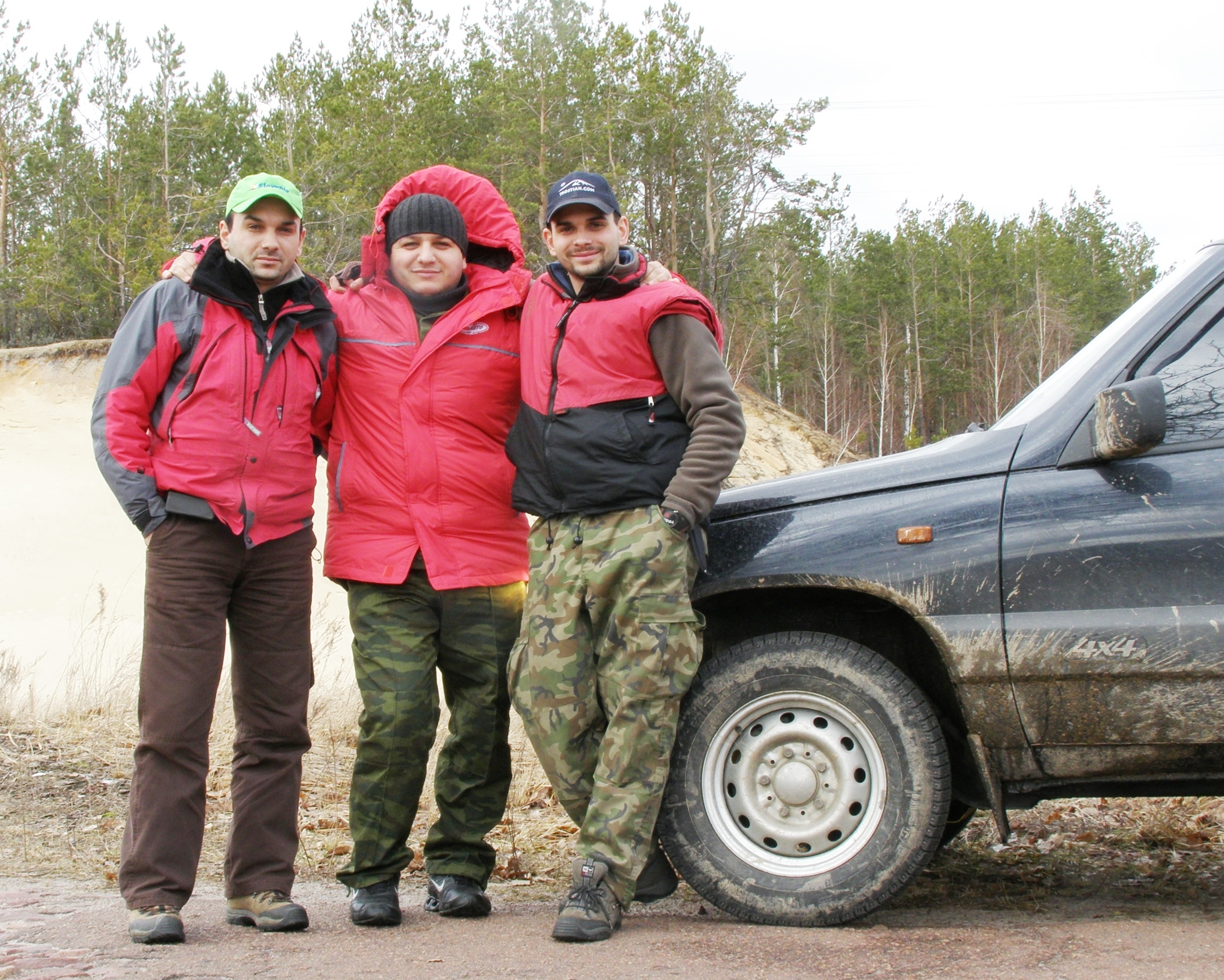
Автотуристи на Житомирщині, 2009 р.

Сьогодні послуги з туристичних поїздок на машині надають спеціалізовані агентства. Вони займаються підбором готелів та хостелів, бронюванням поромів і оформленням віз. Найпривабливішим цей вид подорожей став саме з тієї причини, що туристи мають можливість планувати свою поїздку самостійно і без сторонньої допомоги, не підлаштовуючись під розклади поїздів і літаків.

## Караванінг
Караванінг-туризм — різновид автомобільного туризму з проживанням в житлових трейлерах, також відомих під назвою каравани. Історія «пересувних будинків» сягає Стародавньому Єгипту. Проте сучасними родоначальниками цих гібридів жител і транспортних засобів вважаються американські фургони переселенців на Дикий Захід. США досі є найрозвиненішою країною «комфортабельного автотуризму» і законодавцем мод з караванінгу.
Караванінг є одним із найпопулярніших видів автомобільного туризму для мешканців Європи, особливо в Німеччині, Великій Британії та Франції, де добре розвинена система кемпінгів. Туристи, що подорожують у такий спосіб, традиційно відзначають своє свято 24 вересня, в день караванщика.

## Сафарі
Автосафарі-туризм — один з різновидів туризму, який має на меті відвідання важкодоступних та незаселених районів країн світу. Розвинений у пустельних та саванних районах Земної кулі.
Сафарі поділяються на такі:
- короткострокове сафарі за кермом — вид екскурсії, тривалістю від 1 до 2 днів;
- короткострокове пасажирське — подорож у відкритих джипах з водієм;
- довгострокове — найекстремальніший вид сафарі, де за кермом закритого або відкритого джипу можна подолати до 3000 км у тиждень;
- мисливське сафарі — це справжнє полювання на антилоп, слона, лева, леопарда, крокодилів і здійснюється тільки за спеціальною ліцензією і тільки там, де це дозволено;
- мотосафарі — сафарі на квадроциклах;
- дайв-сафарі — сафарі на спеціальних автомобілях.